# Comuna Kopiivka, Illinți
Kopiivka (în ucraineană Копіївка) este o comună în raionul Illinți, regiunea Vinnița, Ucraina, formată din satele Ivanivka, Kopiivka (reședința) și Oleksiivka.

## Demografie
Componența lingvistică a satului Kopiivka
     Ucraineană (97,92%)
     Rusă (1,5%)
     Alte limbi (0,58%)
Conform recensământului din 2001, majoritatea populației satului Kopiivka era vorbitoare de ucraineană (97,92%), existând în minoritate și vorbitori de rusă (1,5%).